# ليديا فيلا كوماروف
ليديا فيلا كوماروف (بالإنجليزية: Lydia Villa-Komaroff)‏ (من مواليد 7 أغسطس 1947) هي عالمة بيولوجيا جزيئية وخلوية كانت عالمة مختبر أكاديمي، ومديرة جامعية، وسيدة أعمال. كانت ثالث  امرأة أمريكية مكسيكية في الولايات المتحدة حصلت على درجة الدكتوراه في العلوم (1975) وهي عضو مؤسس مشارك في جمعية تقدم الشيكانوس / اللاتينيين الأمريكيين الأصليين في العلوم (SACNAS). كان اكتشافها الأبرز في عام 1978 أثناء بحثها بعد الدكتوراه، عندما كانت جزءًا من فريق اكتشف كيف يمكن أن تستخدم الخلايا البكتيرية لتوليد الأنسولين.

## النشأة والأسرة
ولدت فيلا كوماروف في 7 أغسطس 1947 ونشأت في سانتا في، نيو مكسيكو. كانت الأخت الكبرى لستة أطفال. كان والدها جون، معلمًا وموسيقيًا، وكانت والدتها دروكيلا عاملة اجتماعية. في سن التاسعة، علمت فيلا كوماروف أنها تريد أن تكون عالمة، متأثرة جزئيًا بعمها، الكيميائي.  كما ألهمت بسبب حب والدتها وجدتها للطبيعة والنباتات.

## التعليم والوظيفة
في عام 1965، دخلت جامعة واشنطن في سياتل كمتخصص في الكيمياء. عندما أخبرها أحد المستشارين أن «المرأة لا تنتمي إلى الكيمياء» غيرت الاختصاصات، واستقرت في علم الأحياء. في عام 1967، انتقلت إلى كلية جوتشر في ولاية ماريلاند، عندما انتقل صديقها إلى منطقة العاصمة واشنطن للعمل في المعاهد الوطنية للصحة. يعتقد أنها تقدمت بطلب لجامعة جونز هوبكنز، ولكن لم يتم قبولها لأنها لم تكن تقبل النساء في ذلك الوقت. وفي عام 1970 تزوجت من صديقها، الدكتور أنتوني كوماروف، وانتقل الزوجان إلى بوسطن. 
في عام 1970، التحقت فيلا كوماروف في معهد ماساتشوستس للتكنولوجيا (MIT) للعمل في الدراسات العليا في علم الأحياء الجزيئية. ناقشت الدكتوراه تحت إشراف «هارفي لوديش» الحائز على جائزة نوبل ديفيد بالتيمور، على كيفية إنتاج البروتينات من الحمض النووي الريبي في فيروس شلل الأطفال. كرست أطروحتها لزملائها، ديفيد ريكوش وديفيد هاوسمان، اللذين قالت لهما «علماني المشي»، ومستشاريها اللذين «علموني كيف يكون الطيران». 
في عام 1973، عندما كانت لا تزال طالبة دراسات عليا في معهد ماساتشوستس للتكنولوجيا، أصبحت عضوًا مؤسسًا في جمعية التقدم لل Chicanos والأمريكيين الأصليين في العلوم (SACNAS). 
أكملت درجة الدكتوراه في معهد ماساتشوستس للتكنولوجيا في بيولوجيا الخلية في عام 1975. ثم ذهبت إلى هارفارد لإجراء بحثها بعد الدكتوراه لمدة ثلاث سنوات، مع التركيز على تكنولوجيا الحمض النووي المؤتلف، تحت إشراف Fotis Kafatos و Tom Maniatis. عندما منعت كامبريدج مثل هذه التجارب في عام 1976، مستشهدة بالمخاوف بشأن السلامة العامة وفرصة الإصابة بمرض جديد دون قصد، انتقلت فيلا كوماروف إلى مختبر كولد سبرينج هاربور.  وأثناء تواجدها في كولد سبرينج هاربور، عانت من عدة محاولات فاشلة في تجاربها. ومع ذلك، علمتها خيبة الأمل هذه،" أن معظم التجارب تفشل، وأنه يجب على العلماء قبول الفشل كجزء من العملية  ".
شعرت فيلا كوماروف أن هذه المحاولات الفاشلة ساعدت في فوزها الأكبر: بعد ستة أشهر من تمكنها من العودة إلى هارفارد (بمجرد رفع الحظر عن تجارب الحمض النووي المؤتلف في عام 1977)، أصبحت زميلة بعد الدكتوراه في مختبر الحائزة على جائزة نوبل والتر جيلبرت. في غضون 6 أشهر، كانت أول مؤلفة للتقرير التاريخي من مختبر جيلبرت الذي يُظهر أنه يمكن تحريض البكتيريا على إنتاج البروينسولين  – وهي المرة الأولى التي يتم فيها تصنيع هرمون الثدييات بواسطة البكتيريا. كان البحث علامة فارقة في ولادة صناعة التكنولوجيا الحيوية.
في وقت لاحق من نفس العام، انضمت إلى هيئة التدريس في كلية الطب بجامعة ماساتشوستس (UMMS)، حيث كانت أستاذة لمدة ست سنوات قبل منحها الحيازة. في العام التالي، غادرت إلى منصب في كلية الطب بجامعة هارفارد مع عبء عمل تدريس أخف وزادت من فرص البحث بما في ذلك بحثها حول تحويل عامل النمو α وعامل نمو البشرة أثناء نمو الجنين والولدان المنشور في عامي 1992 و 1993. هناك، واصلت تأسيس اسمها في علم الأحياء الجزيئي، وفي عام 1995 أظهر فيلم وثائقي تلفزيوني يسمى "Detective DNA" يوثق عملها في عوامل النمو المتعلقة بالأنسولين. تم تشغيل الجزء كجزء من سلسلة PBS المكونة من ستة أجزاء حول المرأة في العلوم، تحت عنوان «اكتشاف المرأة».
في عام 1996، تركت فيلا كوماروف البحوث المختبرية، وتم تجنيدها في جامعة نورث وسترن حيث عملت كنائب رئيس للبحوث في الجامعة. في عام 2003، عادت إلى بوسطن، حيث أصبحت نائب الرئيس للبحوث ورئيس العمليات في معهد وايتهيد في كامبريدج، ماساتشوستس، وهو معهد أبحاث تابع لمعهد ماساتشوستس للتكنولوجيا. منذ عام 2005، عملت كمدير تنفيذي وعضو مجلس إدارة في العديد من شركات التكنولوجيا الحيوية. كما واصلت العمل في مجالس ولجان العديد من المؤسسات العامة والخاصة الرئيسية.

## الاكتشافات والإنجازات البحثية
بعد مشاركتها في البحث التاريخي الذي يوثق أول توليف للأنسولين الثدييات في الخلايا البكتيرية، استخدمت فيلا كوماروف تكنولوجيا البيولوجيا الجزيئية الجديدة للحمض النووي المؤتلف لمعالجة عدد من الأسئلة الأساسية في مجالات مختلفة، بالتعاون مع أطباء الأعصاب وعلماء الأحياء التنموي وأطباء الغدد الصماء وبيولوجي الخلايا. قدم مختبر فيلا كوماروف عدة مساهمات مهمة بعد أبحاث الأنسولين.
حدد المختبر العديد من البروتينات التي تساعد على تطور الرؤية في الحيوانات الصغيرة جدًا. اكتشف علماء آخرون أن تطور الرؤية الطبيعية في القطط يتأخر عندما يتم تربية القطط في الظلام الدامس، وأن تطور الرؤية يمكن أن ينتج عن التعرض للضوء لفترة وجيزة. أظهر مختبر فيلا كوماروف أن تعريض القطط المظلمة لساعة واحدة من الضوء تسبب تحفيزًا عابرًا من 2 إلى 3 أضعاف لثلاثة بروتينات محددة. وقد ربطت هذه النتيجة بشكل مباشر تعبير هذه الجينات بمحفز بيئي (الضوء) في تطوير الرؤية.
وأخيرًا، ساهمت فيلا كوماروف في اكتشاف أن جزئيا معروفًا بارتباطه بمرض الزهايمر (بيتا النشواني) يتسبب في انحلال خلايا الدماغ (الخلايا العصبية)، وهو العمل الذي يتم بالاشتراك مع زميل ما بعد الدكتوراه في مختبرها «بروس يانكنر»  قبل هذا المنشور، لم يكن من الواضح ما إذا كان (بيتا النشواني) ناتجا ثانويًا للانحلال العصبي أو مساهمًا في هذا التنكس. قدمت هذه الورقة أول دليل مباشر على أن جزءًا من بروتين«السلائف الأميلويد» يمكن أن يقتل الخلايا العصبية، ويساعد في تحفيز حقل كبير جدًا مخصص للوقاية من مرض الزهايمر وعلاجه من خلال استهداف (بيتا النشواني).

## الجوائز والتكريمات
- 1992 جائزة المهندس الإنجليزي الوطنية للإنجاز [15]
- 1994 مشاركة مدعوة في منتدى 1994 حول العلم من أجل المصلحة الوطنية - مكتب البيت الأبيض لسياسة العلم والتكنولوجيا [16]
- 1999 التحريض في قاعة الشهرة الوطنية لإنجاز المهندس اللاتيني
- جائزة Catalyst 2008 - نادي العلوم للفتيات [17]
- أفضل عالمة إسبانية 2008، متحف العلوم والصناعة (تامبا) [18]
- جائزة الإنجاز مدى الحياة لعام 2008، إعلام الأعمال من أصل إسباني [19]
- 1996-2011 درجات الدكتوراه الفخرية، كلية جوتشر، جامعة سانت توماس (مينيسوتا)، كلية باين مانور، وكلية ريجيس (ماساتشوستس)، [20]
- جائزة القيادة لعام 2011، رائدات الأعمال في العلوم والتكنولوجيا [21]
- اختيار MAKERS لعام 2012 والفيديو كقائدة نسائية بارزة [22]
- 2013 امرأة متميزة، الجمعية الأمريكية للنساء الجامعيات (AAUW)
- 2014 محاضرة متميزة لمعهد STEM للتنوع والكليات الخمسة، Inc
- عالمة متميزة عام 2015، مكتب البيت الأبيض لسياسة العلوم والتكنولوجيا
- جائزة موريسون 2016، برنامج MIT في العلوم والتكنولوجيا والمجتمع
- 2017 الرئيس الفخري المشارك، مسيرة العلوم [23]
- 2017 نساء مخزون من معهد ماساتشوستس للتكنولوجيا [24]

## المواقف السابقة
- عضو المجلس الاستشاري للمعهد القومي للأمراض العصبية والسكتة الدماغية
- عضو مديرية الأحياء لمؤسسة العلوم الوطنية
- عضو لجنة معهد الطب لتقييم نظام حماية موضوعات البحوث البشرية
- عضو لجنة المجلس الوطني للبحوث (الولايات المتحدة) حول هيكل المعاهد الوطنية للصحة
- عضو لجنة مؤسسة العلوم الوطنية بتكليف من الكونجرس بشأن تكافؤ الفرص في العلوم والهندسة
- مجلس إدارة الرابطة الأمريكية لتقدم العلوم، 2001-2005
- عضو مجلس العلاجات Transkaryotic، 2003-4 [18]
- رئيس مجلس العلاجات Transkaryotic، 2005
- عضو مؤسس وعضو في مجلس الإدارة ونائب رئيس جمعية تقدم الشيكانوس والأمريكيين الأصليين في العلوم
- رئيس مجلس الأمناء، كلية باين مانور، 2007
- عضو الوفد الأمريكي إلى المؤتمر الاقتصادي لآسيا والمحيط الهادئ - المرأة والمنتدى الاقتصادي، 2012

## المناصب الحالية
- المجلس الوطني للبحوث (الولايات المتحدة) اللجنة الدائمة للمرأة في العلوم والهندسة والطب (CWSEM)
- لجنة مجلس البحوث الوطني (الولايات المتحدة) المعنية بالمجموعات الممثلة تمثيلا ناقصا
- لجنة مجلس البحوث الوطني (الولايات المتحدة) بشأن توسيع خط أنابيب القوى العاملة في مجال العلوم والهندسة
- عضو مجلس إدارة مركز ماساتشوستس لعلوم الحياة [18]
- عضو مجلس إدارة (ATCC) (رئيس اللجنة التنفيذية)
- عضو مجلس الأمناء، معهد كيك للخريجين، اتحاد كليرمونت، كليرمونت كاليفورنيا
- عضو مجلس إدارة برنامج الوظائف الطبية الحيوية
- زميلة جمعية المرأة في العلوم
- زميل الجمعية الأمريكية لتقدم العلوم